# 反犹太主义在苏联的历史
1917年俄国革命後成立的苏俄以及蘇聯時期依舊存在反犹主义，例如斯大林就通過宣传机器散播犹太人阴谋论。在1948年的反世界主義運動期间，苏联国内的反犹主义情绪高漲。其间无数讲意第绪语的诗人、作家、画家和雕塑家遭到杀害或抓捕，这一局面直到医生案件發生後才结束，当时一群医生（基本上全是犹太人）因被怀疑密谋刺杀斯大林而被送上了作秀公审的被告席。

## 历史

### 革命前
1880年代的俄国国内有着大约500万犹太人，基本全是穷人，他们被全部送进栅栏区，遭受着歧视与迫害，在沙皇政府默许下出现的歧视性法规、集体迫害比比皆是，沙皇政府有時更是会直接迫害犹太人。在这样的局面下，很多犹太人不得不移民国外或是参加激进政党，比如崩得、布尔什维克、孟什维克以及社会革命党。当时还有很多反犹主义出版物出版。

## 革命后

### 二月革命和临时政府
俄国二月革命后成立的俄罗斯临时政府取消了所有沙俄时期通過的反犹法案，此举与西欧国家在19世纪时发起的犹太解放运动类似。

### 布尔什维克
十月革命正式废除了栅栏区，其他迫害犹太人的法令也一并遭到废止。与此同时，布尔什维克出于无神论观点而排斥一切宗教（犹太教也在其中），并開始鎮壓猶太教   。1918年，布尔什维克建立了犹太局，意在在苏联社会中进一步推广马克思主义、世俗主义，并试图讓犹太人接受共产主义。
1919年8月，包括犹太教堂在内的犹太人财产都遭到了查封。所有宗教群体以及宗教教育都被取缔，犹太教自然也在其中。很多拉比和犹太教宗教人士都不得不辞去神职。这样的迫害一直持续到1920年代。在20世纪早期以及二战期間，有許多猶太人被派往戰場。因此有大量的俄罗斯犹太人选择移民到美国等地。为免遭歧视，有猶太人修改了自己的姓氏。
1919年3月，列宁就“反犹迫害”问题发表了一次演说，他認為反犹主义是“将工农对剥削阶级的仇恨转嫁到犹太人头上的行为”。这次演说也与此前布尔什维克譴責俄国内战期间白军反犹迫害的立场相同   。不過1919年秋季，列宁卻表示：
必須把乌克兰境內的犹太人送上前线，不能让他们担任任何公職，在特殊情况下，可以讓少數犹太人擔任公职，但我们仍需對他們密切監視。
直到1930年代早期，苏联政府才開始積極反對反犹主义。1927年至1930年期間，蘇聯當局認為反犹主义是苏联的敌人散播的流毒，因而此時反对反犹主义的戏剧和电影大行其道，公开审判反猶主義也并非罕见。1931年，斯大林在给犹太电报局（jewish telegraphic agency）的回信中写道，“反犹主义是一种极端的种族沙文主义，更是人类食人恶行中最为危险的残余”。1934年，苏联政府表示“反对世界各地的反犹主义，要與犹太人民維持兄弟般的情谊”，蘇聯政府还表扬了犹太人对国际社会主义革命的贡献。

## 在斯大林统治之下
弗拉基米尔·列宁死后，约瑟夫·斯大林在与列夫·达维多维奇·托洛茨基的权力争斗中获胜，成为了苏联的新任领袖。在打压犹太人托洛茨基的过程中，按照一些人的说法，斯大林實施過反犹主义政策。據赫鲁晓夫等了解斯大林的人表示，斯大林一直都对犹太人抱有偏见，1917年十月革命之前，这种偏见尤为明显。早在1907年，斯大林就曾在信中表示，布尔什维主义中的“犹太派”和“纯俄罗斯派”之间存在明显差异(很多早期布爾什維克領袖是猶太人)  。斯大林的秘书鲍里斯·巴扎诺夫曾表示，斯大林甚至在列宁还在世时就曾发表过粗鲁的反犹主义言论  。不過由于反犹主义是纳粹德国實施的政策，苏联政府官方的态度必然是谴责反犹主义的，苏联和其他共产主义国家则因此将“反錫安主義”作为其反犹政策的代称。在历史学家、东方学家以及人类学家拉斐尔·巴泰和遗传学家詹妮弗·巴泰的著作《犹太人种神话》（The Myth of the Jewish race）中，“反犹主义”就“处于锡安主义的对立面”。
1948年12月，苏联政治家、作家亚历山大·亚历山大罗维奇·法捷耶夫发表了一场名为《苏维埃戏剧之所以落后的数个原因》的演说，并認為犹太人實際上是「无根基国际主义者」。在反世界主義運動期间，大量犹太作家和艺术家被杀。当时的报纸上，“无根基国际主义者”、“布尔乔亚国际主义者”以及“没有民族和部落的个人”这样的名词屡见不鲜，這些全都是指代犹太人的词语。苏联媒体指责犹太人“向西方屈膝”，帮助“美帝国主义”，“奴隶般地模仿布尔乔亚文化”，还涉嫌“布尔乔亚唯美主义”。納粹大屠殺期间的苏联犹太人的被害遭遇也被否认，犹太学者被驱逐出科学界，犹太人移民权利也被剥夺。最终，斯大林时代的反犹主义运动以1953年的医生案件而告终。据拉斐尔·巴泰和詹妮弗·巴泰所言，医生案件“明显是要完全灭绝犹太人的文化生活”。斯大林统治下的共产主义反犹主义与纳粹和法西斯的反犹主义思想之间存在一个共同之处，即二者都相信“世界犹太人阴谋论”。
苏联的反犹主义还影响到了二战后德国苏占区内部的政策。历史学家诺曼·耐马克曾写道，1947-1948年间，驻德苏联军事管理委员会的官员开始对军管委员会内部的犹太人成员表现出“越来越强烈的关注”，政治宣传机构中的犹太人更是受到了特别关注。德国高校中那些不愿接受苏维埃化的犹太人被打上了“在战后与中产阶级帮派站在一起的非雅利安的法西斯受害者”的标签。
正如埃利希·戈德哈根这样的学者表示，在斯大林死后，苏联的反犹太人政策变得更为低调。戈德哈根认为，尽管尼基塔·赫鲁晓夫全面抨击了斯大林，但他却没有把斯大林的反犹政策列入“兽行”，也没有将其定性为“对列宁主义苏维埃民族政策的粗野践踏”。

## 在勃列日涅夫统治之下
1967年的第三次中东战争结束后不久，苏联国内的很多犹太人想要移民以色列。鲍里斯·库丘比耶夫斯基（Boris Kochubievsky）是當時一名乌克兰犹太广播工程师，他想移民以色列，他在给勃列日涅夫的信中，库丘比耶夫斯基这样写道：
我是一个犹太人，我想要生活在犹太人的國度裡，这是我的权利，就像乌克兰人有权生活在乌克兰，俄罗斯人有权生活在俄罗斯，格鲁吉亚人有权生活在格鲁吉亚一样，我也有权生活在以色列。这是我的梦想，这不仅是我一个人一生的追求，更是几百世代的被驱逐出原始家园的犹太先人未能实现的梦想。我想让我的孩子学习希伯来语，我想阅读犹太人自己的报纸，我想去犹太人自己的剧院看戏。这些又有什么错呢？我犯了什么罪呢…？
信件寄出后不出一周，库丘比耶夫斯基就被克格勃传唤，在未经審問下，此人被立即转送至位于其家乡基辅的一座精神病院。这件事也许只能算得上是一起孤立事件，但不能否认的是，六日战争的结果影响到了苏联国内的几乎每一个犹太人。他們看到了民族复兴的希望。1979年2月23日，一篇篇幅为6页的文章传遍了莫斯科和列宁格勒，文章将勃列日涅夫和其他7人批判为“锡安主义者”。从文章能读出其匿名作者（俄罗斯解放组织成员）的根深蒂固的反犹主义思想，其在文章中列出了辨别锡安主义者的几个依据：“多毛的胸部和胳膊”、“鬼鬼祟祟的眼神”（shifty eyes）以及“像钩子一样的鼻子”。
1981年2月22日，勃列日涅夫在一次时长超过5个小时的演说中抨击了苏联国内的反犹主义。虽然列宁和斯大林都曾发表过反对反犹主义的演说和言论，但这次是苏联高级领导人第一次在全党面前表达这类思想。勃列日涅夫承认，整个苏东阵营内部都存在着反犹主义思想，阵营内部的多个种族的需求也未能得到满足。几十年以来，有着不同种族和宗教背景的群体一直接受着苏维埃社会的同化，他们之前拥有的学习自身文化以及信仰自身传统宗教的权利也遭到了侵犯。勃列日涅夫在演讲中正式宣布，苏联将满足这些少数民族群体的需求，并表达了对“民族关系紧张”的担忧。政策一经颁布，苏联共产党便发出了一份普通却又重要的消息：
苏联共产党一直以来，并且一直都會緩解紧张的民族关系，緊張的民族關係属于沙文主义和民族主义，与社会主义本质格格不入。我们反对任何形式的民族主义逆流，比如反犹主义和锡安主义。我们不能容忍民族主义对我们国家精神的侵蚀，但同样地，我们也坚决反对歪曲事實。用苏维埃爱国主义和社会主义国际主义来教导我们的工人阶级是我们党的神圣任务，所有人都有一个共同的母亲，就是我们的苏维埃祖国，这是一种应当为之自豪的归属感。
此时国际社会正在向苏联施压，苏联不得不着手解决其内部出现的眾多人权问题，就连澳大利亚和比利时这样的国家都要求苏联对該國人权问题给出回应。尽管苏共解决反犹主义问题的态度很坚决，但苏联内部的反犹主义宣传一直都是长期存在的事实，想立即解决这类问题几乎不可能。另外，位于华盛顿特区的犹太人团体还在呼吁美国领导人关注苏联犹太人问题。
1974年10月18日，美国在帮助苏联犹太人群体方面迈出了一大步，参议员亨利·傑克遜、参议员亨利·基辛格以及参议员雅各布·贾维茨和国会议员查尔斯·瓦尼克汇集一堂，讨论“杰克逊-瓦尼克修正案”，此前该议案已在美国国会内部搁置了近一年。眾人会面后，亨利·傑克遜告诉记者，“人权领域的历史性共识”已经达成，尽管他不能“对俄国人目前的作为发表任何评论”，但“可以相信的是，苏联的基本政策已经发生了很大转变”。修正案的通过使得苏联国内的一些犹太人获得了移民国外的权利。
就在苏联犹太人问题即将解决之时，克里姆林宫方面不能容忍自己的移民政策和外交政策被华盛顿的一群犹太人所左右。外务部长安德烈·葛罗米柯给基辛格寄去了一封信，针对美国新修正案中有助于更多的“苏联公民”移民国外这一点表示“我们坚决抵制美方对我方政策的干预”。尽管修正案在美国方面得到了大部分赞成并获得通过，克里姆林宫方面依然感觉自己处于劣势。因此，当美方表示将对苏联的借贷额度施加官方限制的时候，他们拿出的理由就包括蘇聯未能获得妥善解决該國的犹太人问题。